# Германијум
Германијум (Ge, лат. germanium) металоид је A групе са атомским бројем 32. 
Има неколико изотопа чије се атомске масе налазе између 64-83. Постојано је пет: 70, 72, 73, 74 i 76. Заступљен је у земљиној кори у количини од 1,8 ppm (енг. parts per million), као пратилац руда цинка и бакра. Он је сјајни, тврди, сиво-бели полуметал из групе угљеника, хемијски сличан својим комшијама из IV главне групе периодног система елемената калају и силицијуму. Чисти елементарни германијум је полупроводник, изгледом највише наликује елементарном силицијуму. Попут силицијума, германијум врло лако реагује и са кисеоником из природе гради комплексе. За разлику од силицијума, он је исувише реактиван да би се природно нашао на Земљи у свом елементарном стању.
Пошто постоји врло мали број минерала који га садрже у високим концентрацијама, германијум је откривен релативно касно у историји хемије. Међу елементима по распрострањености у Земљиној кори, он се налази приближно на 50. месту. Руски хемичар Дмитриј Мендељејев је 1869. године предвидео његово постојање и неке од његових особина на основу положаја у периодном систему којег је Мендељејев креирао. Дао му је име екасилицијум. Готово две деценије касније, 1886. године, Клеменс Винклер је открио нови елемент, као пратиоца сребра и сумпора у ретком минералу названом аргиродит. Мада је нови елемент изгледом на неки начин имао сличности са арсеном и антимоном, његови комбиновани односи у једињењу новог елемента су били у сагласности са Мендељејевљевим предвиђањима у односу на силицијум. Винклер је новом елементу дао име по имену своје домовине, Немачке. Данас се германијум углавном издваја из сфалерита (основне руде цинка), мада се често индустријски издваја и из руда сребра, олова и бакра.
Метални германијум (изоловани елементарни) се користи као полупроводник у транзисторима и различитим електронским уређајима. У прошлости, цела генерација првобитних електронских полупроводника је потпуно била заснована на германијуму. Међутим, данас на његову производњу у сврху полупроводника отпада врло мали удио (2%) уместо ултра чистог силицијума, који је углавном заменио германијум. У данашње доба, главни потрошачи германијума су системи за оптичка влакна, оптички уређаји за инфрацрвени део спектра и апликације за соларне ћелије. Једињења германијума се користе као катализатори за реакције полимеризације а однедавно се користе и за производњу наножица. Овај елемент гради велики број органометалних једињења, као што је тетраетилгерманијум, врло користан у органометалној хемији. Германијум се не сматра да је неопходан елемент за било који живи организам. Нека комплексна органо-германијумовв једињења су били истраживана као могући препарати у фармацији, међутим ниједно се није показало успешним. Слично као и силицијум и алуминијум, природна једињења германијума су већином нерастворљива у води, те стога нису исувише отровни. Међутим, синтетички добијене растворљиве соли германијума су се показале да делују као нефротоксин, док су вештачки, хемијски реактивна једињења германијума са халогеним елементима и водоником иритирајућа и отровна.

## Историја
Када је објавио свој периодни закон хемијских елемената 1869. године, руски хемичар Дмитриј Мендељејев је превидео постојање неколико до тада непознатих хемијских елемената, између осталих и једног који би попунио празнину у групи угљеника у својој табели периодног система, између силицијума и калаја. Због његовог положаја у периодној табели, Мендељејев га је назвао екасилицијум (Es), и претпоставио је његову релативну атомску масу од 72.
Средином 1885. године, у руднику у близини саског града Фрајберга откривен нови минерал који је добио име аргиродит због великог удела сребра у њему. (из грчког, argyrodite у значењу који садржи сребро) Хемичар Клеменс Винклер је анализирао нови минерал за који се испоставило да садржи комбинацију сребра, сумпора и једног новог елемента. Винклеру је успело да изолује овај елемент 1886. године, утврдивши да је по неким особинама сличан антимону. Пре него што је Винклер објавио резултате свог истраживања о новом елементу, одлучио је да му додели име нептунијум у част тада новооткривене планете Нептун 1846. године, а чије постојање је било раније превиђено и математички израчунато. Као што је предвиђено постојање новог елемента, и постојање планете Нептун је предвиђено око 1843. године од стране два математичара Џон Куч Адамс и Ирбен Леверије, користећи математичке методе небеске механике. Ово су утврдили полазећи од чињенице да се након детаљног проучавања кретања планете Урана чинило да га нека сила или друга планета омета у природном кретању. Џејмс Чалис је започео потрагу за том планетом у јулу 1846. године и открио нову планету 23. септембра 1846. године. Међутим, пошто је име нептунијум већ било додељено другом претпостављеном хемијском елементу (мада тај елемент није елемент који данас носи име нептунијум, откривен тек 1940. године), тако да је Винклер одлучио да новом елементу да име германијум (из лат. речи Germania, Немачка) у част своје домовине. За минерал аргиродит касније се искуствено показао да је .
Р. Херман је 1877. године објавио своје откриће новог елемента који би се требао налазити испод тантала у периодном систему, којем је дао име нептунијум, по имену грчког божанства океана и мора. Међутим овај метал је касније идентификован као легура елемената ниобијума и тантала. Име нептунијум дато је синтетичком елементу откривеном много касније који се налазио удесно од уранијума у периодном систему, а којег су открили нуклеарни физичари 1940-их година.

## Особине
У стандардним условима, германијум је крхки, сребрнасто-бели, полуметални елемент. Овај облик германијума сачињава алотропска модификација, технички позната као α-германијум, који има метални сјај и кубичну кристалну структуру, исту као и дијамант. При притиску изнад 120 kbar, формира се различити алотроп познат као β-германијум, који има исту структуру као и β-калај. Поред силицијума, галијума, бизмута, антимона и воде, он је једна од малобројних супстанци која се шири када прелази из своје течне фазе у чврсто стање.
Германијум је полупроводник. Технике зонског рафинирања су довеле до производње кристалног германијума погодног за полупроводнике, у којем је удео нечистоћа највише 1 према 1010, што се сматра једним од најчистијих материјала икад произведених. Први метални материјал, откривен 2005. године, који је постао суперпроводник у присуству изузетно снажног електромагнетног поља била је легура германијума са уранијумом и родијумом. За чисти германијум је примећено да се спонтано издужује у веома дуге увијене дислокације. Оне су један од основних разлога зашто се кваре старе диоде и транзистори начињени од германијума, а ако се такви предмети додирну, могу изазвати и кратки спој.

### Хемијске
Елементарни германијум врло споро оксидира до 2 при 250 °. Германијум не растварају разређене киселине и базе, али се споро раствара у концентрованој сумпорној киселини а бурно реагује са раствореним базама дајући германате ([GeO
3]2−
). Германијум се јавља углавном у оксидационом стању +4, мада је познат велики број његових једињења са оксидационим бројем +2. Друга оксидацијска стања су ретка, попут +3 које је доказано у једињењу као што је , а стања +3 и +1 су пронађена на површинама оксида, или негативна оксидацијска стања у германатима, као што је -4 у GeH
4. Кластер анјони германијума (Зинтл јони) попут Ge42−, 94−, 92−, [(9)2]6− су добијени издвајањем из легура које садрже алкалне метале и германијум у течном амонијаку у присуству етилендиамина или криптанда. Оксидациона стања елемента у овим јонима нису цели број, слично као код једињења озона O3−.

### Изотопи
Германијум има пет природних изотопа:  и 76. Међу њима, 76Ge је врло слабо радиоактиван, распадајући се двоструким бета-распадом са временом полураспада од 1,78×1021 година.
Изотоп 74Ge је најчешћи природни изотоп германијума, који има удео у природном германијуму од око 36%. Изотоп 76 је најмање заступљени изотоп у природном германијуму, који има удео од око 7%. Уколико се бомбардује алфа честицама, изотоп 72Ge генерише стабилни изотоп селена 77Se, отпуштајући током тог процеса електроне високих енергија. Због овог, користи се у комбинацији са радоном за атомске батерије.
Познато је најмање 27 радиоактивних вештачких изотопа германијума чије се атомске масе крећу од 58 до 89. Међу њима, најстабилнији је изотоп 68, распада се електронским захватом са временом полураспада од 270,95 дана. Један од најнестабилнијих изотопа је 60Ge чије време полураспада износи 30 ms. Већина радиоактивних изотопа германијума се распада бета распадом, док се изотопи 61 и 64 распадају β+ одложеном емисијом протона. Изотопи од 84 до 87Ge исказују слабији β- распад одложеном емисијом неутрона.